# Junior Raglin

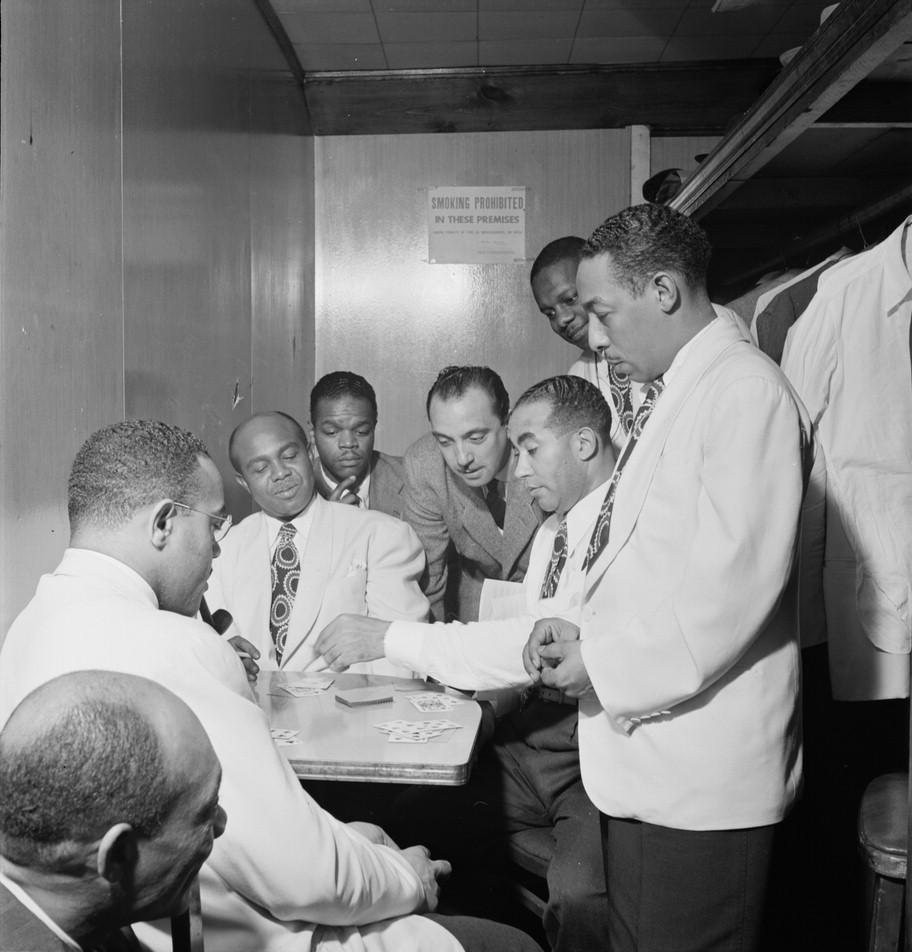
Al Sears, Shelton Hemphill, Junior Raglin, Django Reinhardt, Lawrence Brown, Harry Carney, Johnny Hodges im New Yorker Jazzclub Aquarium, ca. November 1946.
Fotografie von William P. Gottlieb.

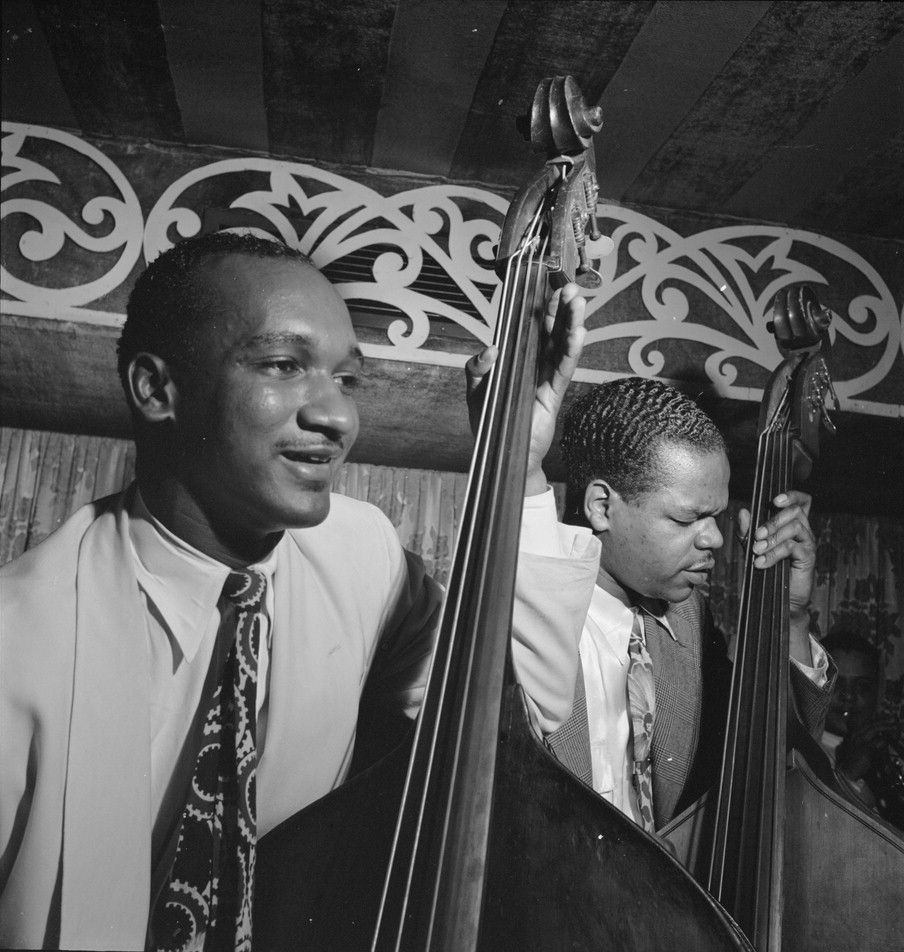
Oscar Pettiford und Junior Raglin, Auftritt im New Yorker Jazzclub Aquarium, ca. November 1946.
Fotografie von William P. Gottlieb.

Junior Raglin, eigentlich Alvin Raglin, (* 16. März 1917 in Omaha, Nebraska; † 10. November 1955 in Boston) war ein US-amerikanischer Jazz-Bassist. 
Junior Raglin spielte schon dreijährig Gitarre, später Bass. Er arbeitete zu Beginn seiner kurzen Karriere in der Jazzband Eugene Coys von 1938 bis 1941. Im November dieses Jahres löste er den an Tuberkulose erkrankten Jimmy Blanton im Duke Ellington Orchestra ab. Bevor Blanton ins Krankenhaus ging, hatte er ein paar Abende mit ihm im Tandem gearbeitet, um ein Gefühl für die Band zu bekommen. Raglin spielte von 1941 bis zum November 1945 bei Ellington, danach nur noch sporadisch (so im Duo mit Art Tatum 1945 und Edmond Hall's Swingtet 1946) und zog sich danach aus der Jazzszene zurück.